# Lopezus fedtschenkoi
Lopezus fedtschenkoi is een insect uit de familie van de mierenleeuwen (Myrmeleontidae), die tot de orde netvleugeligen (Neuroptera) behoort. 
Lopezus fedtschenkoi is voor het eerst wetenschappelijk beschreven door McLachlan in Fedchenko in 1875.